# Anna Wiachiriewa
Anna Wiktorowna Wiachiriewa (ur. 13 marca 1995 w Wołgogradzie) – rosyjska piłkarka ręczna, reprezentantka Rosji grająca na pozycji prawoskrzydłowej. Obecnie gra w Rostowie nad Donem jako prawa rozgrywająca.
Jej siostrą jest Polina Kuzniecowa również piłkarka ręczna.

## Sukcesy reprezentacyjne
- Igrzyska Olimpijskie:
  -  2016
- Mistrzostwa Europy:
  -  2018

## Sukcesy klubowe
- Puchar EHF:
  -  2016-2017 (GK Rostow-Don)
- Mistrzostwa Rosji:
  -  2015-2016 (Astrachanoczka), 2016-2017, 2017-2018 (GK Rostow-Don)
  -  2012-2013 (Zwiezda Zwienigorod), 2014-2015 (Astrachanoczka)

## Nagrody indywidualne
- 2016 - MVP Igrzysk Olimpijskich
- 2018 - MVP Mistrzostw Europy